# Le Tableau (film, 2011)
Pour les articles homonymes, voir Le Tableau (homonymie).
Pour plus de détails, voir Fiche technique et Distribution.
Le Tableau est un film d'animation français réalisé par Jean-François Laguionie sorti en France le 23 novembre 2011. Il mêle des séquences d'animation en deux dimensions ou en images de synthèse à rendu 2D et des prises de vue réelles. Le film raconte les aventures de plusieurs personnages d'un tableau inachevé qui sortent de leur tableau pour partir à la recherche du peintre.

## Synopsis
Un tableau laissé inachevé par son peintre représente un somptueux château entouré par un lac, une vallée et une forêt réputée dangereuse. Les personnages se sont divisés en trois catégories : les « Toupins » (« tout peints »), qui sont entièrement terminés ; les « Pafinis » (« pas finis »), à qui il manque quelques touches de couleur ; et les « Reufs » (de l'anglais « roughs », « ébauche » en français), qui sont encore de fragiles ébauches. Lola, une Pafinie, présente cet univers, ainsi qu'une de ses amies, Claire, une autre Pafinie qui est en couple avec un Toupin plus ouvert que les autres. Une nuit, Ramo, l'amoureux, se rend au château pour observer le discours du nouveau chef des Toupins, le « Grand chandelier ». Persuadés que le peintre ne reviendra plus, les Toupins prennent prétexte de leur beauté parfaite pour prendre le pouvoir sur les autres personnages et leur interdire l'accès au château. Ramo tente de s'opposer à cette décision, mais subit des moqueries à cause de sa relation avec une Pafinie. Deux Reufs sont venus observer le discours discrètement, mais l'un d'eux se fait prendre et piétiner par la foule jusqu'à être réduit à l'état de gribouillis. 
Au matin, l'autre Reuf, Plume, vient ramasser ce qui reste de son ami et l'emporte avec lui. Poursuivi par les gardes Toupins, Plume rencontre Lola au moment où celle-ci est venue en barque sur le lac pour annoncer à Ramo que Claire a été empêchée de venir le voir par les autres Pafinis. Tous trois s'enfuient sur le lac, mais sont entraînés par un courant inhabituel : la barque pénètre ainsi dans la forêt interdite, où des fleurs géantes, appelées fleurs de mort, sont réputées dévorer les voyageurs. À leur surprise, les trois voyageurs passent sans être réellement menacés. Remis de leurs émotions, ils décident de partir à la recherche du peintre, même s'ils doivent pour cela sortir du tableau. Lola trouve la première une sortie, et tous se retrouvent bientôt hors du tableau, dans l'atelier du peintre. Ils découvrent alors d'autres tableaux. Entrée par accident dans un tableau sur la guerre, Lola, prise dans un affrontement entre soldats rouges et soldats verts, manque d'être fusillée comme espionne, et s'enfuit en compagnie d'un tambour, Magenta. Les quatre explorateurs font ensuite connaissance avec les personnages de trois portraits : Garance, une belle baigneuse ; un garçon arlequin ; et un autoportrait bougon du peintre. Lola se plonge bientôt dans le tableau de Garance, une Venise de carnaval, où elle espère retrouver le peintre. Elle en rencontre plusieurs, mais aucun n'est celui qu'ils cherchent. Pendant ce temps, Plume et Magenta découvrent par accident des toiles déchirées du peintre, et se persuadent que celui-ci est capable de détruire ses tableaux, donc qu'il est trop dangereux de chercher à le retrouver. Lorsqu'ils entrent dans le tableau de Garance, Plume est poursuivi par une Mort faucheuse dans les rues de Venise, mais parvient à s'en débarrasser à l'aide de Magenta. Pendant ce temps, les Toupins ont capturé Claire et s'en servent comme appât pour tenter de le retrouver.
Ramo finit par se rendre compte qu'il est possible d'utiliser de la peinture pour peindre à l'intérieur des tableaux. Il a alors l'idée de rapporter dans son tableau une provision de peinture trouvée dans l'atelier : de cette façon, les Reufs et les Pafinis pourront se terminer eux-mêmes, comme ils le voudront. L'autoportrait du peintre se découvre également capable de peindre, et peut ainsi redonner forme humaine à l'ami de Plume. Après quelques tâtonnements, les Reufs et les Pafinis, dont Plume, se terminent eux-mêmes.Lola, les Reufs et les Pafinis libèrent Claire et Ramo au moment où 
ils étaient sur le point d'être peints en noir par le bourreau. Tous les personnages, désormais finis, se mêlent et se peignent joyeusement les uns les autres. Lola, de son côté, ne se soucie pas de terminer de se peindre, mais continue à rechercher le peintre. Sortant de nouveau du tableau, elle explore encore l'atelier et finit par l'extérieur de la maison. Là, elle découvre le peintre, qui, face aux dunes, peint la mer. Le vaste monde s'ouvre à elle... ainsi que de nouvelles interrogations, non plus sur son tableau, mais sur la réalité elle-même.

## Fiche technique
- Titre : Le Tableau
- Réalisateur : Jean-François Laguionie
- Scénariste : Anik Le Ray
- Musique originale : Pascal Le Pennec
- Producteurs : Armelle Glorennec, Eric Jacquot
- Coproducteurs : Adrian Politowski, Gilles Waterkeyn, Arlette Zylberberg
- Sociétés de production : Blue Spirit, BE-Films, uFilm
- Société de distribution : Gebeka Films
- Budget : 4 800 000 €
- Pays :  France
- Langue : français
- Durée : 76 minutes
- Format : couleur
- Date de sortie : 23 novembre 2011 (Avant première le 12 octobre au Festival international du film de La Roche-sur-Yon)
- Doublage : Jessica Monceau (Lola) Adrien Larmande (Ramo)

## Distribution
- Jessica Monceau : Lola
- Adrien Larmande : Ramo
- Thierry Jahn : Plume
- Julien Bouanich : Gom
- Céline Ronté : Garance
- Thomas Sagols : Magenta
- Magali Rosenzweig : Orange de Mars
- Chloé Berthier : Claire
- Jean-François Laguionie : l'autoportrait (animation) et le peintre (prises de vues réelles)
- Jacques Roehrich : le Grand Chandelier
- Jérémy Prévost : Monsieur Gris
- Michel Vigné : le Capitaine
- Jean Barney : le peintre de Venise
- Serge Faliu : Pierrot

## Production

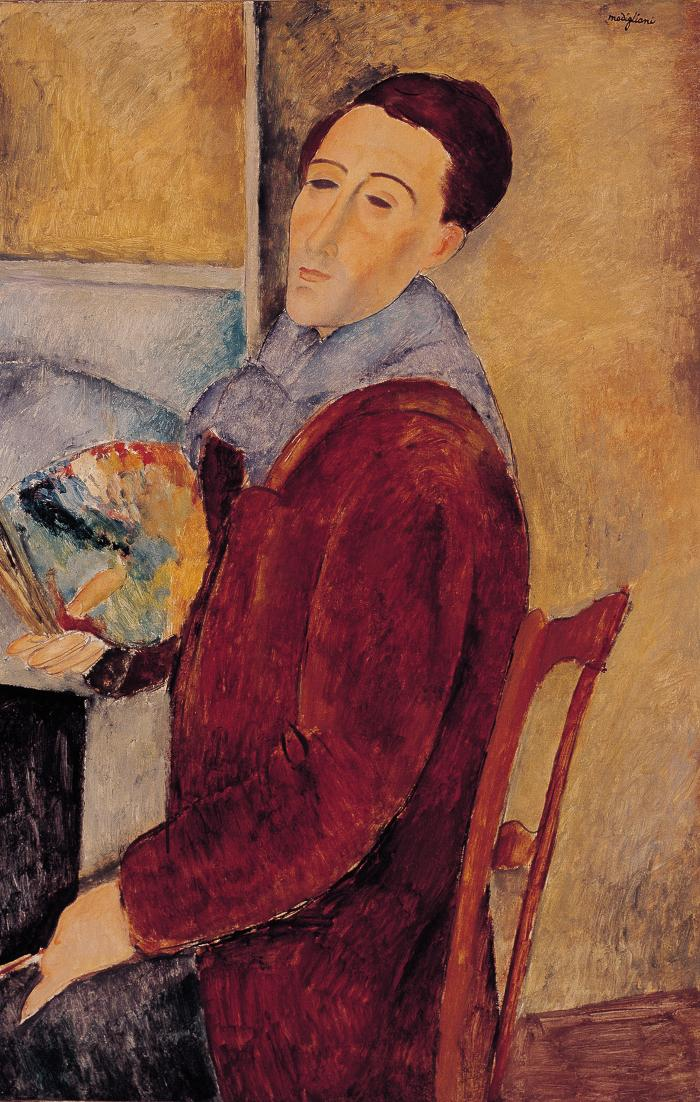
Une des inspirations picturales du Tableau : Amedeo Modigliani (ici Autoportrait, 1919).

Le Tableau est le quatrième long métrage animé de Jean-François Laguionie après Gwen et le Livre de sable, Le Château des singes et L'Île de Black Mór. La réalisation du Tableau prend cinq ans.

### Idée originale et scénario
Le scénario du film est écrit par Anik Le Ray, qui avait déjà travaillé avec Laguionie sur L'Île de Black Mór ; elle écrit le scénario du Tableau au moment où Laguionie termine L'Île. L'idée de départ d'Anik Le Ray est de concevoir une histoire sur le thème de la création. Elle commence par imaginer une histoire entre un peintre et son modèle. Mais cette première idée lui paraît insuffisante pour un film susceptible d'intéresser les enfants. Elle y ajoute une autre idée : celle d'un tableau inachevé dont les personnages seraient restés à différents degrés d'achèvement. Elle conçoit alors une société hiérarchisée vivant dans un tableau inachevé ; elle s'appuie sur la biographie fictive du Peintre pour donner leur cohérence aux différents tableaux où voyagent les personnages, plusieurs correspondant à une période « vénitienne » du Peintre, ou bien se référant à sa vie amoureuse ou familiale.

### Graphismes
Le Ray n'avait pas d'idée arrêtée quant au style du peintre en écrivant le scénario : l'univers visuel du film n'est précisé qu'ensuite, lorsque Laguionie l'élabore de concert avec le chef décorateur du film, Jean Palenstijn. Laguionie invente d'abord un contexte historique pour le personnage du Peintre, dont il situe la carrière dans les années 1920-1930, et dont il détermine les influences picturales : il s'inspire de Chagall, Matisse, Derain, Bonnard, ainsi que de Picasso et de Modigliani, dont certaines anciennes toiles du Peintre, vues dans son atelier, sont des imitations. Le choix de cette période s'explique par le besoin du film de s'inspirer d'une peinture figurative, avant l'émergence de la peinture abstraite. Les références aux peintres réels ne sont pas explicitées, car Laguionie ne voulait pas faire un film didactique. 
Les univers des différents tableaux ont été conçus pour ne pas se référer trop précisément à une période historique donnée : dans le tableau de départ, les costumes des Toupins mélangent des éléments de costumes de différents siècles, et de même pour les uniformes des soldats du tableau sur la guerre. L'allure des Reufs et des Pafinis du tableau de départ s'inspire directement, quant à elle, de la technique de la peinture sur toile : elle imite les tons gris et ocre de la couche d'apprêt que l'on applique sur la toile avant de peindre, ainsi que les crayonnés des esquisses préparatoires, qui ne sont pas faciles à modéliser en images de synthèse.
Jean-François Laguionie consacre deux ans à la création des personnages puis de l'animatique, une maquette dessinée du film. Il réalise, non pas un storyboard à proprement parler (il ne dessine pas les plans dans des cases), mais une succession de plus de 2000 dessins à raison d'un par plan, qu'il dessine sur un carnet, filme, puis monte ensemble à l'aide d'un logiciel, avant d'ajuster la durée de chaque plan puis de faire un enregistrement provisoire des dialogues, lui-même ou avec des amis. La maquette sert de base au travail avec le producteur du film. La production connaît plusieurs interruptions dues au temps nécessaire pour rassembler le financement du film.

### Animation
L'animation du film est réalisée en France et en Belgique, par le studio français Blue Spirit et le studio belge BE Films. Si les décors des tableaux sont en deux dimensions, les personnages du tableau sont modélisés en images de synthèse mais avec un rendu imitant une peinture en deux dimensions. L'intégration des personnages dans les décors demande un soin particulier, afin que chaque image paraisse conçue par un peintre, en deux dimensions : ainsi la perspective est réduite au minimum pour toutes les scènes se déroulant à l'intérieur des tableaux. À l'inverse, l'atelier du peintre, également modélisé en images de synthèse, est représenté dans un style très réaliste, mais qui tend malgré tout vers le décor de théâtre et cherche à installer une atmosphère de mystère. Les séquences où les personnages des tableaux se déplacent dans l'atelier laissent davantage de liberté en matière d'animation. Le film emploie beaucoup les outils informatiques, mais l'animation par ordinateur est conçue pour reproduire l'effet du pinceau et le mouvement propre à l'animation traditionnelle en 2D.

### Attribution des rôles
En accord avec le producteur, Laguionie choisit de jeunes acteurs du conservatoire pour réaliser les voix des personnages, cela afin d'éviter des voix trop connues.

## Accueil critique
Le Tableau est présenté en France en avant-première à Paris à l'occasion du festival de cinéma pour jeune public Mon premier festival le 1er novembre 2011. Il sort ensuite en salles le 23 novembre. Le Tableau reçoit un accueil très favorable de la part des critiques. Consulté début décembre 2011, le site AlloCiné donne au film une moyenne de 4,1 sur 5 fondée sur quatorze critiques parues dans la presse ; parmi ces critiques, quatre lui donnent la note maximale, sept une note de 4 sur 5, et trois une note de 3 sur 5.
Parmi les meilleures critiques, celle de François-Guillaume Lorrain dans Le Point voit dans le film le chef-d'œuvre de Jean-François Laguionie ; il évoque « l'un des scénarios les plus inventifs et les plus poétiques que le cinéma français nous ait proposé cette année » montrant « une quête de soi, une ode à la justice, une réflexion aussi sur la création », et juge les décors « d'une beauté à couper le souffle ». Christophe Carrière, dans L'Express, voit dans le film « une merveille ». Il juge le film visuellement magnifique, voit dans son style d'animation « de l'artisanat ciselé digne de Paul Grimault », dont il reconnaît également l'influence dans la portée sociale du scénario. Philippe Jambet, dans le magazine de cinéma Première, apprécie particulièrement la portée sociale et politique du scénario, qui lui paraît sensible également dans la démarche artistique du réalisateur, et « invite les jeunes à penser au-delà de la représentation pure et simple ». 
Dans Le Figaroscope, Emmanuèle Frois donne au film une note de 3 sur 4, et juge qu'« avec ses différents degrés de lecture, ses références multiples à Matisse, Derain, Bonnard… Cette merveille d'animation s'adresse autant aux enfants qu'aux parents ». La critique de Ouest-France donne également au film une note de 3 sur 4, et, sensible à la « singularité » de l'univers de Laguionie, loue l'originalité du scénario et sa réflexion sociale, les références picturales de l'univers, et « une démarche d'un esthétisme raffiné, qui sait puiser dans l'héritage universel pour installer un monde qui n'appartient qu'à son créateur ». Dans Les Inrockuptibles, Vincent Ostria estime que « ce Tableau qui parle de dessin et de peinture est sans doute l'œuvre la plus ambitieuse et poétique du cinéaste d'animation Jean-François Laguionie ».
Pour Thierry Méranger, dans les Cahiers du cinéma, le film « s'offre le luxe d'une fable joliment politique qui s'attaque à une société hiérarchisée et guettée par le totalitarisme où une aristocratie suffisante – les Toupins – fait flamber les cabanes des réfugiés ».
Dans le quotidien Le Monde, Thomas Sotinel signe une critique en demi-teinte : il apprécie l'« invention graphique constante », mais reproche au scénario (qu'il juge « à la fois sophistiqué et naïf ») ses détours, qui, selon lui, perdent de vue l'idée de départ pendant une partie du film. Il estime que « le spectacle de ces images animées selon des lois qui ne sont pas celles du marché de la troisième dimension est si rafraîchissant, si satisfaisant, que l'on pardonnera au Tableau d'être un film imparfait ».

## Box office
À sa sortie en salles le 23 novembre, Le Tableau est exploité sur 100 copies. En deuxième semaine, il rassemble 28 188 spectateurs et cumule ainsi 49 540 entrées après deux semaines. En troisième semaine, le film rassemble 45 133 entrées et en cumule 140 961.

## Distinctions
Le film fait partie des films nommés pour le César du meilleur film d'animation pour la 37e cérémonie des César en 2012.
Le Tableau remporte le prix de la Meilleure musique lors du Festival international du film pour enfants de Chicago en 2012.